# Sciambola!
Sciambola! è stato un programma radiofonico satirico-musicale condotto da Albertino, Dj Angelo e Roberto Ferrari. Trasmesso da Radio Deejay dal lunedì al venerdì dalle 14.00 alle 16.00 in diretta dagli studi di Radio Deejay in via Massena a Milano, nel periodo estivo la diretta si spostava presso il parco Oltremare di Riccione.
Il programma è nato nel 2006, ma ha in pratica "ereditato" due trasmissioni che, fino alla stagione 2005-2006, l'avevano preceduto. Si tratta di Ciao belli, condotta da Dj Angelo e Roberto Ferrari tra le 13.00 e le 14.00, e Deejay Time, condotta da Albertino tra le 14.00 e le 16.00, sempre dal lunedì al venerdì.
Sciambola! eredita gran parte della struttura di Ciao belli, soprattutto alcune rubriche satiriche: i "sondaggi" di Roberto Ferrari, i collegamenti con personaggi immaginari (per esempio, Gianni Nespolo e il Marco Ranzani) e molte imitazioni (tra gli altri, Luca Giurato, Nikki, Cristiano Malgioglio). Da Deejay time, invece, oltre allo stesso conduttore Albertino Sciambola! ha tratto la partecipazione di Maurizio Milani e altri appuntamenti fissi, come l'opinione sportiva di Vincenzo Spreafico e i collegamenti con il giornalista sportivo Guido Meda. Tratti originali sono l'aggiunta di altre imitazioni, come Vittorio Sgarbi, Beppe Loialo, Gianni Nespolo (titolare della Auto Nespolo, che propone ai conduttori auto improbabili), il fantino Aceto e Stefano Gabbana, di nuove rubriche (L'oroscopo di Maurizio Milani) e di ulteriori personaggi inventati, ad esempio i fratelli Androcchia, titolari di un'agenzia pubblicitaria (la Sperandeo) di Corato, celebri per la battuta "Sono figlio d'Androcchia!", oppure il giornalista Mauro Micheletti, famoso per essere stato inviato per il campionato del mondo di calcio, della trasmissione, e per il bomber Schizzato. Attualmente lavora per la testata "VIP serie B". Tra i personaggi di punta della trasmissione c'è anche un prete, Don Semenza (Eveline è la sua inseparabile perpetua), dalla parrocchia di San Fonziello alle porte di Torino, l'unico prete in Italia a essere così moderno che durante la messa, con i suoi ragazzi dell'oratorio canta canzoni pop.
Il sabato, tra le 14.00 e le 17.00, il programma andava in onda in edizione ridotta, con una sintesi dei passaggi giudicati più comici della settimana.
Il programma era disponibile in podcast anche su iTunes.

## Origine del nome
Il nome del programma deriva da un termine gergale diffuso nel Milanese che fa riferimento al divertirsi in modo sfrenato nelle uscite serali.